# Kobyla Głowa (Beskid Mały)
Kobyla Głowa (543 m) – szczyt w północnej części Beskidu Andrychowskiego (Beskid Mały). Znajduje się w Paśmie Bliźniaków, po południowej stronie Susfatowej Góry
Kobyla Głowa znajduje się w granicach wsi Zagórnik w województwie małopolskim, w powiecie wadowickim, w gminie Andrychów. Jest porośnięta lasem, ale są na jej stokach dwie polany; jedna o nazwie Polana na stokach grzbietu łączącego ją z Susfatową Górą, druga na stoku zachodnim. Na Polanie jest szafkowa kapliczka z Matką Boską Kalwaryjską. Polany są pozostałością dawnego pasterstwa, w Beskidzie Małym będącego dawniej jednym z ważnych źródeł utrzymania miejscowej ludności. Przez Kobylą Głowę prowadzi szlak turystyczny.
Nazwa szczytu pochodzi od legendy o sierotce Marysi z Inwałdu. Porzuconej w tym miejscu w lesie dziewczynce ukazała się zmarznięta kobyla głowa prosząca ją o wzięcie na ręce i ogrzanie. Odwdzięczyła się spełniając jej marzenie; porzuconą sierotkę zamieniła w bogatą panią, a pobliski dąb w jej dwór. Nieco inna wersja legendy mówi, że sierotka krzywdzona przez macochę sama uciekła z domu i tu spotkała dobrego ducha Kobylą Głowę, który ku zazdrości macochy umieścił ją w domy dobrych ludzi. Nazwa Kobyla Głowa jest stara i ludowego pochodzenia. W 1964 r. Komisja Nazewnictwa nieprawidłowo zmieniła ją na Kobyla Góra, ale obecnie w państwowym rejestrze nazw geograficznych przywrócono prawidłową nazwę Kobyla Głowa.
Szlaki turystyczne
 Andrychów – Pańska Góra – Czuby – Przełęcz Biadasowska – Wapienica – Przykraźń – skrzyżowanie Panienka – Susfatowa Góra – Przełęcz Kaczyńska – Narożnik – przełęcz Sosina – Czuba – Gancarz – Czoło – Przełęcz pod Gancarzem – Groń Jana Pawła II